# Bernadette Meier-Brändle
Bernadette Meier-Brändle (* 16. Januar 1972 als Bernadette Brändle im Toggenburg) ist eine ehemalige Schweizer Leichtathletin und heutige Autorin pseudowissenschaftlicher Sachliteratur (Pseudonym: Bernadette von Dreien, nach einem Weiler der Gemeinde Mosnang). Sie ist mehrfache Schweizer Meisterin im Marathon (1997, 1999), Halbmarathon (2009) und Cross (2008). Sie ist diplomierte Naturheilpraktikerin.

## Werdegang
Bernadette Meier-Brändle war von 1995 bis 2015 lizenziert für den LC Uzwil.
2001 und erneut 2003 legte sie eine Babypause ein. 
Ab 2007 startete sie als Bergläuferin und erreichte mehrfache Top-Ten-Klassierungen an Europa- und Weltmeisterschaften.
Sie ist siebenfache Team-Medaillen-Gewinnerin mit dem Team Suisse (2007–2013).
2015 erklärte sie ihre aktive Zeit als Elite-Athletin für beendet.
Sie ist gelernte Medizinische Praxisassistentin und absolvierte zwischen 2013 und 2017 eine zusätzliche Ausbildung zur Dipl. Naturheilpraktikerin mit der Fachrichtung Traditionelle Europäische Naturheilkunde (TEN). Seit 2015 ist sie als Autorin tätig, ihre Erstpublikation erschien im Juli 2017. Bernadette Meier-Brändle ist die Mutter der Esoterikerin Christina von Dreien (* 2001), über die sie zwei Bücher verfasst hat.

## Sportliche Erfolge
| Datum/Jahr    | Rang | Wettbewerb                        | Austragungsort | Zeit  | Bemerkung                                                               |
| ------------- | ---- | --------------------------------- | -------------- | ----- | ----------------------------------------------------------------------- |
| 5. Sep. 2010  | 10   | Berglauf-Weltmeisterschaften 2010 | Kamnik         | 52:57 | Zweite im Schweizer Team mit Martina Strähl und Claudia Helfenberger    |
| 14. Sep. 2008 | 8    | Berglauf-Weltmeisterschaften 2008 | Sierre         |       | Zweite im Schweizer Team mit Martina Strähl und Angéline Flückiger-Joly |
| 15. Sep. 2007 | 7    | Berglauf-Weltmeisterschaften 2007 | Ovronnaz       |       |                                                                         |

| Datum/Jahr | Rang | Wettbewerb                        | Austragungsort | Zeit | Bemerkung                                  |
| ---------- | ---- | --------------------------------- | -------------- | ---- | ------------------------------------------ |
| 2008       | 1    | Schweizer Meisterschaft Crosslauf | Schweiz        |      | Schweizermeisterin Crosslauf (Langdistanz) |

| Datum/Jahr    | Rang | Wettbewerb                           | Austragungsort | Zeit    | Bemerkung                                                   |
| ------------- | ---- | ------------------------------------ | -------------- | ------- | ----------------------------------------------------------- |
| 2010          | 2    | Schweizer Meisterschaft Halbmarathon | Schweiz        |         | Schweizer Vizemeisterin Halbmarathon                        |
| 26. Apr. 2009 | 7    | Zürich-Marathon                      | Zürich         | 2:43:34 | WM-Limite um 34 Sekunden verpasst                           |
| 2009          | 1    | Schweizer Meisterschaft Halbmarathon | Schweiz        |         | Schweizer Meisterin Halbmarathon                            |
| 7. Okt. 2007  | 1    | Marathon der 3 Länder am Bodensee    | Bregenz        | 1:19:48 | Siegerin auf der Halbmarathon-Distanz                       |
| 2006          | 2    | Schweizer Meisterschaft Halbmarathon | Schweiz        |         | Schweizer Vizemeisterin Halbmarathon, hinter Bettina Maurer |
| 2002          | 2    | Schweizer Meisterschaft Marathon     | Schweiz        |         | Schweizer Vizemeisterin Marathon, hinter Chantal Dällenbach |
| 17. Okt. 1999 | 5    | Amsterdam-Marathon                   | Amsterdam      |         |                                                             |
| 1999          | 2    | Schweizer Meisterschaft Halbmarathon | Schweiz        |         | Schweizer Vizemeisterin Halbmarathon                        |
| 1999          | 1    | Schweizer Meisterschaft Marathon     | Schweiz        | 2:40:55 | Schweizer Meisterin Marathon                                |
| 9. Nov. 1997  | 1    | Schweizer Meisterschaft Marathon     | Schweiz        | 2:44:24 | Schweizer Meisterin Marathon beim Tessin-Marathon           |

### Internationale Erfolge
- 2013: 8. Rang Elite Berglauf EM 
 (Silber Team Suisse)
- 2012: 22. Rang Elite Berglauf WM 
 (Bronze Team Suisse)
- 2011: 8. Rang Elite Berglauf EM 
 (Silber Team Suisse)
- 2008: 6. Rang bei den Berglauf-Europameisterschaften
- 2007: 8. Rang bei den Berglauf-Europameisterschaften 
 (Gold Team Suisse)

### Medaillenspiegel Schweizer Meisterschaften Elite
- 2011: 3. Rang, Berglauf
- 2010: 2. Rang, Halbmarathon
- 2009:  1. Rang, Halbmarathon
- 2009: 2. Rang, Berglauf
- 2009: 2. Rang, Marathon
- 2008:  1. Rang, Crosslauf (Langdistanz)
- 2008: 2. Rang, Halbmarathon
- 2008: 3. Rang, Post-Cup
- 2007: 2. Rang, Crosslauf (Langdistanz)
- 2007: 2. Rang, Berglauf
- 2006: 2. Rang, Crosslauf (Langdistanz)
- 2006: 2. Rang, Halbmarathon
- 2005: 2. Rang, Crosslauf (Langdistanz)
- 2004: 3. Rang, 10’000 m
- 2002: 2. Rang, Marathon
- 1999:  1. Rang, Marathon
- 1999: 2. Rang, Halbmarathon
- 1999: 3. Rang, Crosslauf (Langdistanz)
- 1997:  1. Rang, Marathon

## Persönliche Bestleistungen
- 5-km-Strassenlauf: 17:11 min, 2009
- 10-km-Strassenlauf: 35:07 min, 2009
- Halbmarathon: 1:16:18 h, 1998
- Marathon: 2:40:55 h, 1999 (Winterthur-Marathon, Streckenrekord)

## Christina-Buchreihe
- Herz-Ethik. Licht-Herz Verlag, 2019 ISBN 978-3-907275-02-3
- Zwillinge als Licht geboren (Band 1). Govinda, Rheinau 2017, ISBN 978-3-905831-48-1.
- Die Vision des Guten (Band 2). Govinda, Rheinau 2018, ISBN 978-3-905831-50-4.